# Paolo Berdini
Paolo Berdini (Roma, 16 dicembre 1948) è un urbanista e saggista italiano.

## Biografia
Laureato in ingegneria nel 1976 all'Università La Sapienza, è stato allievo di Italo Insolera, collaborando con lui durante l'ultima stesura di Roma moderna. Ha pubblicato numerosi saggi di urbanistica con taglio fortemente critico sulle politiche di trasformazione delle città; è stato editorialista del Manifesto, dell'edizione romana del Corriere della Sera e ha tenuto un blog ospitato sul sito web del Fatto Quotidiano. È tra i collaboratori della rivista Nuvole. Dal 1990 al 1992 è stato Segretario generale nazionale dell'Istituto nazionale di urbanistica.
Attivo anche del punto di vista politico, è stato militante del PCI e del PRC. È stato inoltre membro di Italia Nostra e del consiglio nazionale del WWF dal 2009 al 2012. È stato consulente dell'assessore all'Urbanistica della Regione Lazio (1995-2000) e di alcuni comuni laziali. Nel giugno 2016 è stato nominato da Virginia Raggi assessore all'urbanistica della città di Roma, carica da cui si è dimesso nel febbraio 2017 a causa dei contrasti sul progetto dello stadio della AS Roma a Tor di Valle. 
Nel 2021 si candida lui stesso a sindaco della Capitale con la lista Roma ti Riguarda,  lista composta da Rifondazione Comunista, Partito del Sud e Roma per l'Ecologia Integrale, raccogliendo 4.720 voti (0,43%), senza risultare eletto in consiglio comunale.

## Opere
- Walter Gropius, curatela, Bologna, Zanichelli, 1983, ISBN 88-08-03582-4
  - (DE)  Walter Gropius, Zurigo, Architektur Artemis, 1984, ISBN 3760881181.
  - (EN, ES)  Walter Gropius, 2ª edizione, Barcellona, Editorial Gustavo Gili, 1996, ISBN 8425216230.
- Colin Rowe, La matematica della villa ideale e altri scritti, curatela e traduzione, Bologna, Zanichelli, 1990, ISBN 88-08-07230-4.
- Il giubileo senza città, Roma, Editori Riuniti, 2000, ISBN 88-359-4816-9.
- La città in vendita, Roma, Donzelli Editore, 2008, ISBN 978-88-6036-226-1.
- Breve storia dell'abuso edilizio in Italia, Roma, Donzelli Editore, 2010, ISBN 978-88-6036-473-9.[4]
- Le città fallite, Roma, Donzelli Editore, 2014, ISBN 978-88-6843-072-6.
- Roma, polvere di stelle, Roma, Alegre, 2018, ISBN 978-88-9884-177-6